# Callianira diploptera
Callianira diploptera är en kammanetart som beskrevs av Jean-Baptiste Lamarck 1843. Callianira diploptera ingår i släktet Callianira och familjen Mertensiidae. Inga underarter finns listade i Catalogue of Life.